# نیسان جوک

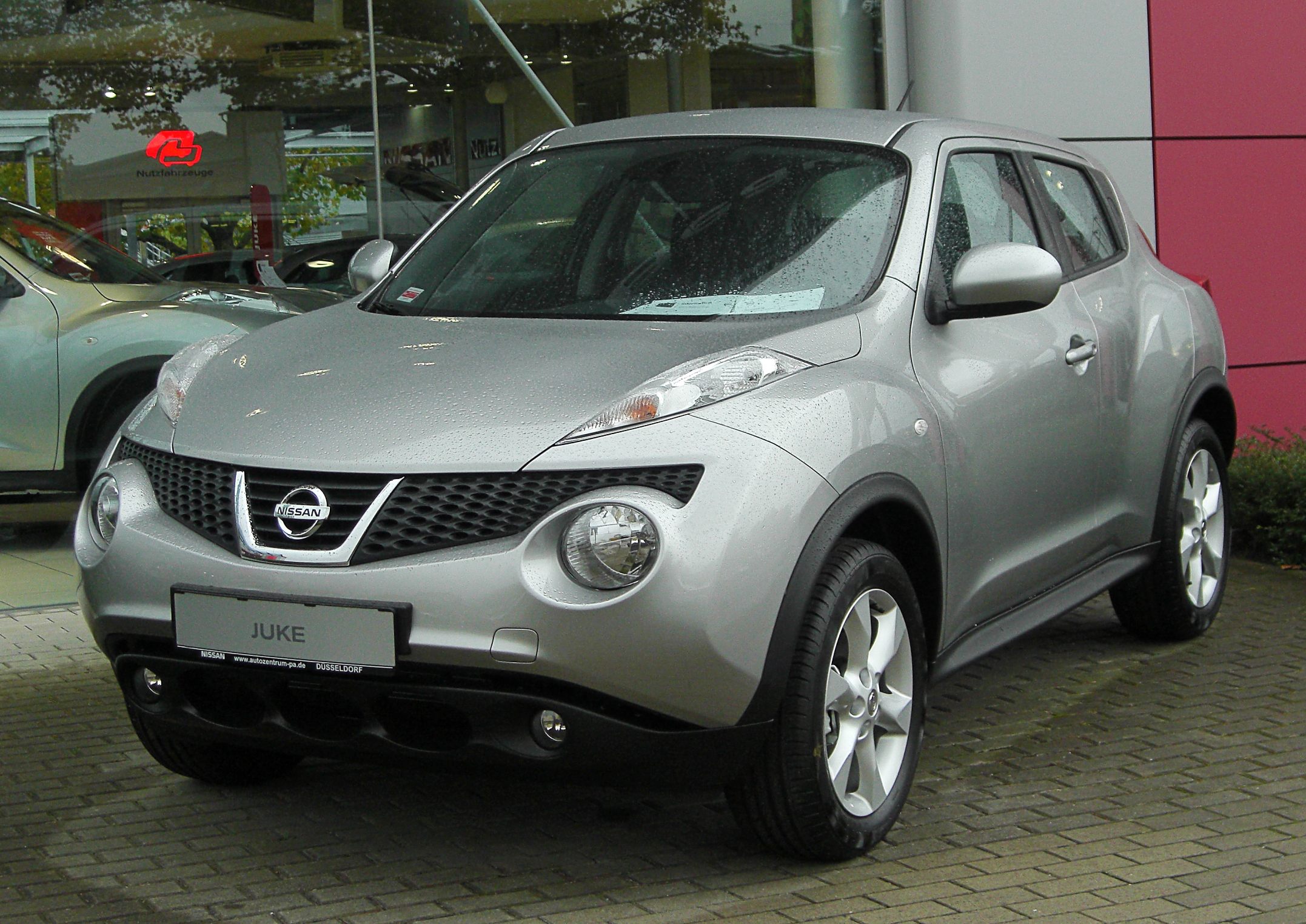

نیسان جوک (Nissan Juke) خودرویی است که از سال ۲۰۱۰ در ژاپن، واشینگتن (تاین و ویر) و انگلیس تولید شده‌است.
این خودرو در کلاس مینی اس‌یووی قرار گرفته، طراحی آن موتور جلو، خودرو محور جلو، خودرو چهار چرخ محرک بوده طول آن در حالت طبیعی ۴٬۱۳۵ میلیمتر (۱۶۲٫۸ اینچ) و عرض آن در حالت طبیعی ۱٬۷۶۵ میلیمتر (۶۹٫۵ اینچ) و ارتفاع آن در حالت طبیعی ۱٬۵۷۰ میلیمتر (۶۱٫۸ اینچ) است. سیستم جعبه‌دندهٔ آن ۶ دنده به صورت دستی است.
این خودرو برای اولین بار در سال ۲۰۰۹ طرح مفهومی آن توسط نیسان با نام Qazana رونمایی شد ولی مدل تولیدی آن با کد اتاق F15 در ماه مارس سال ۲۰۱۰ در نمایشگاه بین‌المللی ژنو و در همان سال در نمایشگاه بین‌المللی خودروی نیویورک برای بازار آمریکای شمالی به‌عنوان مدل ۲۰۱۱ رونمایی شد.
نیسان در ۹ ژوئن ۲۰۱۰ در همان ابتدای فروش جوک، موفق شد تا ۱۰٬۹۴۳ دستگاه از این خودرو را تنها در ژاپن به فروش برساند درصورتی‌که پیش‌بینی نیسان تنها ۱٬۳۰۰ دستگاه بود! تا ۵ اکتبر سال ۲۰۱۰ نیز فروش این خودرو در بازار ژاپن تا ۲۰٬۰۰۰ هزار دستگاه افزایش یافت، درحالی‌که آمارهای بازار اروپا با ۳۰٬۰۰۰ دستگاه و آمریکا با ۱۷٬۵۰۰ دستگاه نیز به‌طور قابل‌توجهی بیش از انتظارات بود. نیسان جوک در بازار ایران نیز مانند دیگر بازارها در ابتدا در مناطق آزاد و حال حاضر در تمام کشور از محبوبیت و فروش خوبی برخوردار شده که دور از ذهن نبود.
این فروش بسیار بالا برای نیسان جوک باعث شد تا این کمپانی ژاپنی حداقل فعلاً تصمیمی برای عرضهٔ نسل جدید این خودرو نداشته باشد و تنها به تغییرات جزئی در نمای ظاهری خودرو در نمایشگاه بین‌المللی خودروی ژنو سال ۲۰۱۴ بسنده کند که این امر موجب انتقاد برخی افراد نیز شد.
این خودرو در بازار جهانی به حدی سر و صدا کرد که خودروهایی مانند تویوتا CHR، هیوندای کونا و کیا استونیک به صورت مستقیم برای پایین کشیدن بازار این خودرو طراحی و تولید شدند.
شاید برایتان جالب باشد بدانید که نیسان جوک در بازار چین با نام اینفینیتی ESQ که برند لوکس نیسان است عرضه می‌شود که به‌جز لوگوهای روی خودرو تفاوت چندانی با مدل اصلی ندارد.

## طراحی بیرونی نیسان جوک
نیسان جوک با ابعادی نزدیک به سانگ یانگ تیوولی یا رنو کپچر، در کلاس خودروهای کراس اوور کامپکت قرار می‌گیرد که با چهره‌ای کاملاً متفاوت و منحصربه‌فرد نسبت به سایر خودروها ظاهرشده. طراحی عجیب و متفاوتی که باعث شده تا با نگاه به آن یا عاشقش شوید یا از آن متنفر باشید! کمتر فردی را میتوان پیدا کرد که بی‌تفاوت نسبت به این خودرو از آن بگذرد.
در نمای جلوی نیسان جوک چراغ‌های اصلی به‌صورت گرد درجایی که در اکثر خودروهای عادی چراغ‌راهنما قرار دارد تعبیه‌شده و چراغ‌های روشنایی روز نیز به‌صورت برآمده و هماهنگ با چراغ‌های عقب در جایی که چراغ‌های اصلی در دیگر خودروها قرار می‌گیرد تعبیه‌شده که در کنار جلوپنجره‌ای که شبیه به لبخند سرتاسر سپر کشیده شده‌است، خاص‌ترین و متفاوت‌ترین بخش طراحی را رقم میزند.
در نمای کناری نیسان جوک اسپرت با رینگ‌های ۱۸ اینچی روبرو هستیم که در مدل‌های اسکای پک و پلاتینیوم جای خود را به رینگ‌های ۱۷ اینچی داده‌است. بر روی درب‌های عقب، برخلاف دربهای جلو خبری از دستگیره نیست چراکه مانند نیسان رونیز، آلفارومئو جولیتا یا هیوندای ولوستر دستگیره‌ها به‌صورت مخفی به بالای درب‌ها، کنار پنجره انتقال‌یافته‌است. این امر در کنار شیب سقف که شبیه به خودروهای کوپه و خصوصاً خودروی فوق‌العادهٔ نیسان GTR در قسمت انتهایی به سمت پایین کشیده شده‌است باعث شده تا با نگاه به خودرو در ۲ یا ۴ درب بودن آن کمی شک کنید که بخش دیگری از سنت‌شکنی طراحی نیسان برای جوک محسوب میشود. از طرفی نیز گلگیرهای پف‌کرده با خطوط منحنی باعث شده تا چهرهٔ خودرو اسپرت تر و حجیم‌تر جلوه کند.
عقب خودرو نیز کاملاً هماهنگ با نمای کلی خودرو، با چاشنی کمتر خاص بودن و متفاوت بودن طراحی و پرداخته‌شده‌است که با نگاه به آن چراغ‌های برآمدهٔ L مانند بیشترین چیزی است که نظر شما را جلب می‌کند.

## فضای داخلی نیسان جوک
در طراحی داخلی نیسان جوک کمی از طراحی موتورسیکلت‌های اسپرت الهام گرفته‌شده که با حال و هوای بیرونی اسپرت خودرو هماهنگی دارد. برای زیبایی و سرزنده‌تر بودن فضای داخلی خودرو، بسته به رنگ بیرونی، از رگه‌های مانند قرمز یا زرد اطراف پنل‌ها، دسته‌دنده، روی دربها و نگه‌دارنده لیوان استفاده‌شده که جلوهٔ خاصی به فضای کابین بخشیده‌است.
طراحی ادوات و تجهیزات داخل کابین کاملاً دارای ارگونومی می‌باشد که استفاده از آن‌ها را ساده کرده‌است ولی راستش را بخواهید فضای کابین نیسان جوک باوجود استفاده از رنگ‌های شاد، آن‌چنان‌که چهرهٔ بیرونی خودرو شما را شگفت‌زده کرده خصوصاً در بسیاری از قسمت‌ها که از پلاستیک استفاده‌شده شما را به وجد نمی‌آورد! شاید بیشترین قسمتی که در نمای داخلی خودرو شما را جذب کند طراحی غربیلک فرمان و پشت آمپر باشد چراکه هماهنگ با حال و هوای کلی خودرو اسپرت و جوان‌پسند طراحی‌شده‌است.
فضا برای سرنشینان جلوی نیسان جوک کاملاً راحت و جادار می‌باشد. صندلی‌ها به‌صورت منحصربه‌فرد و اسپرت طراحی‌شده و بدن شما را کاملاً در بر می‌گیرد که در مواقع مانورها و تغییر مسیرهای شدید کاملاً قابل احساس است. این خودرو به‌اصطلاح ۵ سرنشینه می‌باشد ولی در عمل، فضای صندلی‌های عقب برای ۳ نفر بزرگ‌سال به‌هیچ‌عنوان کافی و راحت نمی‌باشد و نهایت برای ۲ سرنشین فضا باشد از طرفی نیز به دلیل نوع طراحی خودرو، سرنشینان عقب دید چندان خوبی به اطراف نیز ندارند.
فضای بار نیسان جوک کم و کاملاً در حد یک خودروی هاچ بک مانند پژو ۲۰۶ می‌باشد و فقط برای خانواده‌های کم‌جمعیت و داخل شهر مناسب است! علاوه بر فضای بار روتین خودروها در جوک یک محفظه کوچک مخفی نیز تعبیه‌شده که محل قرار گرفتن لوازم ضروری و خارج از دید می‌باشد. این خودرو در حالت عادی دارای فضای بار ۲۹۷ لیتری می‌باشد که در صورت خواباندن صندلی‌های عقب این فضا به ۱۰۱۶ لیتر ارتقا پیدا می‌کند.

## مشخصات فنی نیسان جوک
در زیر درپوش موتور نیسان جوک اسکای پک و پلاتینیوم پیشرانهٔ ۴ سیلندر ۱۶ سوپاپ با حجم ۱۵۹۸ سی‌سی تنفس طبیعی قرارگرفته است که می‌تواند ۱۱۷ اسب بخار را در ۶۰۰۰ دور بر دقیقه و حداکثر گشتاور ۱۵۸ نیوتن متر را در ۴۰۰۰ دور بر دقیقه تولید کند که نسبت به جثه و وزن ۱۲۰۳ کیلوگرمی این خودرو نباید انتظار چندان بالایی از آن داشت ولی در کل به نظر برای مصارف داخل شهر و خانواده بد نیست.
این ۱۱۷ اسب بخار توسط جعبه‌دندهٔ CVT-Xtronic به چرخ‌های جلو انتقال می‌یابد و به بیان نیسان می‌تواند ۰ تا ۱۰۰ کیلومتر بر ساعت را در ۱۱٫۵ ثانیه طی کند و به حداکثر سرعت ۱۷۰ کیلومتر بر ساعت برسد؛ و اما می‌رسیم به مدلی که در حال تست آن هستیم یعنی نیسان جوک اسپرت. این مدل برای افرادی که خواهان قدرت و شتاب بیشتر هستند طراحی‌شده و از پیشرانهٔ ۱۶۱۸ سی‌سی با توربوشارژ و سیستم تزریق مستقیم سوخت استفاده می‌کند. این پیشرانهٔ توربوشارژ می‌تواند ۱۹۰ اسب بخار را در ۵۶۰۰ دور بر دقیقه و حداکثر گشتاور ۲۴۰ نیوتن متر را در ۱۶۰۰ تا ۵۲۰۰ دور بر دقیقه تولید کند. مدل اسپرت نیز از همان جعبه‌دندهٔ CVT-Xtronic بهره می‌برد ولی با این تفاوت که قدرت موتور به هر ۴ چرخ با سیستم توزیع متغیر گشتاور انتقال می‌یابد. به بیان نیسان در مدل اسپرت، شتاب ۰ تا ۱۰۰ کیلومتر بر ساعت به ۸٫۱ ثانیه و حداکثر سرعت به ۲۰۰ کیلومتر بر ساعت ارتقا یافته‌است.
در کنار حجم باک ۴۶ لیتری نیسان جوک به لطف جعبه‌دندهٔ CVTمصرف سوخت ترکیبی مدل‌های اسکای پک و پلاتینیوم ۶٫۳ لیتر در هر صد کیلومتر و مدل اسپرت ۶٫۵ لیتر در هر صد کیلومتر اعلام‌شده‌است.

## آپشن‌های نیسان جوک
در بازار ایران نیسان جوک در سه تیپ اسپرت، اسکای پک و پلاتینیوم عرضه شده‌است. مدل اسکای نسخه پایهٔ جوک محسوب می‌شود که امکانات محدودی دارد. تیپ میانی این خودرو پلاتینیوم نام دارد که از یک موتور ۱٫۶ لیتری تنفس طبیعی مشابه با مدل اسکای‌پک استفاده می‌کند، ولی آپشن‌های بیشتری دارد.

### سیستم کنترل دینامیکی نیسان
سیستم کنترل دینامیکی نیسان که NDCS نامیده می‌شود، یک سیستم کنترل پایداری پیشرفته است که از ۷ سنسور مختلف برای بررسی وضعیت خودرو روی جاده استفاده می‌کند. این سیستم در جاده‌های خیس و لغزنده مانع از انحراف خودرو خواهد شد و در پیچ‌ها نیز به کنترل بهتر خودرو توسط راننده کمک می‌کند.

### رادار هشدار خروج از خط
رادار بین خطوط با استفاده از دوربینی که در بالای شیشه جلو قرار دارد، خطوط جاده را دنبال می‌کند؛ چنانچه هنگام رانندگی، بدون استفاده از راهنما یا به‌صورت غیرعمدی از خط حرکتی خود خارج شوید، سیستم LDW به شما هشدار خواهد داد.

### سیستم تشخیص نقطه کور
زمانی‌که یک اتومبیل به نقطهٔ کور دید راننده وارد شود، چراغ‌هایی که روی آینه‌های جانبی قرار دارند، روشن‌شده و راننده را از وجود خطر احتمالی آگاه می‌سازند. همچنین درصورتی‌که راننده چراغ راهنمای خودرو را برای تغییر خط روشن کند، سیستم هشداردهنده نقاط کور در صورت تشخیص خودرو در لین(Lane) مجاور با یک اخطار صوتی به راننده هشدار خواهد داد.